# Forteresse de Kovin (Banat)
Ne doit pas être confondu avec Forteresse de Kovin (Prijepolje).
Les ruines de la forteresse de Kovin (en serbe cyrillique : Остаци тврђаве у Ковину ; en serbe latin : Ostaci tvrđave u Kovinu) sont situées à Kovin, dans la province de Voïvodine et dans le district du Banat méridional, en Serbie. Elles sont inscrites sur la liste des monuments culturels de grande importance de la République de Serbie (identifiant no SK 1150).